# Масмехелен
Масмехелен (хол. Maasmechelen) је општина у Белгији у региону Фландрија у покрајини Лимбург. Према процени из 2007. у општини је живело 36.456 становника.

## Становништво
Према процени, у општини је 1. јануара 2015. живело 37.609 становника.
| 1984.  | 2000.  | 2010. | 2015. |
| ------ | ------ | ----- | ----- |
| 33.613 | 35.430 | 36937 | 37609 |